# Ashkali
Ashkalii (citit drept așcali, cunoscuți și drept Aškalije, Haškalije sau Hashkali), numiți și egipteni balcanici sunt un grup etnic minoritar vorbitori ai limbii albaneze care locuiesc în mare parte în regiunea Kosovo. De cele mai multe ori sunt considerați rromi albanizați, cu toate că ei nu se văd în acest fel. Înainte de Războiul din Kosovo, ashkalii de considerau albanezi.